# Popmart Tour
Popmart Tour foi uma turnê mundial da banda irlandesa U2, de 25 de abril de 1997 a 21 de março de 1998. Com shows históricos em alguns países, a turnê foi agendada antes da banda concluir as gravações do álbum Pop, e também antes deles terem tempo suficiente para ensaiar as novas músicas. O resultado foi um show com erros e com a banda despreparada na estreia da turnê, em Las Vegas. O documentário A Year In Pop, que mostrava a nova fase da banda, e foi ao ar na rede de televisão norte-americana ABC, registrou a mais baixa audiência da televisão do país. A Popmart Tour foi composta por 5 partes e 93 shows, reunindo um público de 3,9 milhões de pessoas.

## Sarajevo
O concerto em Sarajevo foi realizado no Estádio de Koševo na Bósnia e Herzegovina em 23 de setembro de 1997. Visitando a cidade durante a "Popmart Tour", o U2 se tornou o primeiro artista importante para realizar um concerto em Sarajevo desde o final da Guerra da Bósnia. A banda começou a se envolver em Sarajevo, em 1993, durante a turnê "Zoo TV". Abordado pela ajuda de Bill Carter em trazer a atenção para o Cerco de Sarajevo, a banda realizaria transmissões via satélite para todos os bósnios durante seus shows, o que tornou-se polêmico, recebendo críticas de jornalistas para o entretenimento de mistura com a tragédia humana.
Um dia após o concerto em Sarajevo, um jornal local publicou um editoral manchete dizendo:
| “ | "Hoje foi o dia que o cerco de Sarajevo acabou". | ” |

## Filmagem de concerto
Em 2 de dezembro e 3 de dezembro de 1997, os dois shows da turnê "Popmart" na Cidade do México foram filmados para vídeo e diversos futuros lançamentos de áudio. Em 22 de novembro de 1998, as gravadoras PolyGram e Island Records lançaram o DVD Popmart: Live from Mexico City. O conjunto de imagens de vídeo dos dois concertos apresentou todas as 25 canções executadas em ambos os shows. O CD vídeo e VHS foram liberados, porém esgotados. Entretanto, uma versão em DVD foi lançada pela primeira vez em 10 de setembro de 2007. Em 2000, o álbum Hasta la Vista Baby! foi lançado exclusivamente para os fãs do U2, apresentando 14 das 25 canções da Cidade do México em CD. Além das gravações de "Popmart: Live from Mexico City", versões ao vivo de "Please", "Where the Streets Have No Name" e "Staring at the Sun" em Roterdã, Países Baixos, e também incluindo "With or Without You" foram dispniblizadas, porém em Edmonton, no Canadá, foi lançado internacionalmente o Please: PopHeart Live EP e depois, o single "Please" nos Estados Unidos.

### 1ª Etapa: América do Norte
| Data              | Cidade           | País           | Local                              | Abertura                       |
| ----------------- | ---------------- | -------------- | ---------------------------------- | ------------------------------ |
| 25 de Abril, 1997 | Las Vegas        | Estados Unidos | Sam Boyd Stadium                   | Rage Against the Machine       |
| 28 de Abril, 1997 | San Diego        | Estados Unidos | Jack Murphy Stadium                | Rage Against the Machine       |
| 1 de Maio, 1997   | Denver           | Estados Unidos | Mile High Stadium                  | Rage Against the Machine       |
| 3 de Maio, 1997   | Salt Lake City   | Estados Unidos | Rice Stadium                       | Rage Against the Machine       |
| 6 de Maio, 1997   | Eugene           | Estados Unidos | Autzen Stadium                     | Rage Against the Machine       |
| 9 de Maio, 1997   | Tempe            | Estados Unidos | Sun Devil Stadium                  | Rage Against the Machine       |
| 12 de Maio, 1997  | Dallas           | Estados Unidos | Cotton Bowl                        | Rage Against the Machine       |
| 14 de Maio, 1997  | Memphis          | Estados Unidos | Liberty Bowl Memorial Stadium      | Rage Against the Machine       |
| 16 de Maio, 1997  | Clemson          | Estados Unidos | Memorial Stadium                   | Rage Against the Machine       |
| 19 de Maio, 1997  | Kansas City      | Estados Unidos | Arrowhead Stadium                  | Fun Lovin' Criminals           |
| 22 de Maio, 1997  | Pittsburgh       | Estados Unidos | Three Rivers Stadium               | Fun Lovin' Criminals           |
| 24 de Maio, 1997  | Columbus, OH     | Estados Unidos | Ohio Stadium                       | Fun Lovin' Criminals           |
| 26 de Maio, 1997  | Washington, D.C. | Estados Unidos | Robert F. Kennedy Memorial Stadium | Fun Lovin' Criminals           |
| 31 de Maio, 1997  | East Rutherford  | Estados Unidos | Giants Stadium                     | Fun Lovin' Criminals, Longpigs |
| 1 de Junho, 1997  | East Rutherford  | Estados Unidos | Giants Stadium                     | Fun Lovin' Criminals, Longpigs |
| 3 de Junho, 1997  | East Rutherford  | Estados Unidos | Giants Stadium                     | Fun Lovin' Criminals, Longpigs |
| 8 de Junho, 1997  | Filadélfia       | Estados Unidos | Franklin Field                     | Fun Lovin' Criminals           |
| 12 de Junho, 1997 | Winnipeg         | Canadá         | Winnipeg Stadium                   | Fun Lovin' Criminals           |
| 14 de Junho, 1997 | Edmonton         | Canadá         | Commonwealth Stadium               | Fun Lovin' Criminals           |
| 15 de Junho, 1997 | Edmonton         | Canadá         | Commonwealth Stadium               | Fun Lovin' Criminals           |
| 18 de Junho, 1997 | Oakland          | Estados Unidos | Oakland-Alameda County Coliseum    | Oasis                          |
| 19 de Junho, 1997 | Oakland          | Estados Unidos | Oakland-Alameda County Coliseum    | Oasis                          |
| 21 de Junho, 1997 | Los Angeles      | Estados Unidos | Los Angeles Memorial Coliseum      | Rage Against the Machine       |
| 25 de Junho, 1997 | Madison          | Estados Unidos | Camp Randall Stadium               | Fun Lovin' Criminals           |
| 27 de Junho, 1997 | Chicago          | Estados Unidos | Soldier Field                      | Fun Lovin' Criminals           |
| 28 de Junho, 1997 | Chicago          | Estados Unidos | Soldier Field                      | Fun Lovin' Criminals           |
| 29 de Junho, 1997 | Chicago          | Estados Unidos | Soldier Field                      | Fun Lovin' Criminals           |
| 1 de Julho, 1997  | Foxborough       | Estados Unidos | Foxboro Stadium                    | Fun Lovin' Criminals           |
| 2 de Julho, 1997  | Foxborough       | Estados Unidos | Foxboro Stadium                    |                                |

### 2ª Etapa: Europa e Ásia
| Data                 | Cidade        | País                 | Local                          |
| -------------------- | ------------- | -------------------- | ------------------------------ |
| 18 de Julho, 1997    | Roterdão      | Países Baixos        | Feijenoord Stadion             |
| 19 de Julho, 1997    | Roterdão      | Países Baixos        | Feijenoord Stadion             |
| 25 de Julho, 1997    | Werchter      | Bélgica              | Werchter Festival Park         |
| 27 de Julho, 1997    | Colónia       | Alemanha             | Cologne Stadtbahn              |
| 29 de Julho, 1997    | Leipzig       | Alemanha             | Festwiese                      |
| 31 de Julho, 1997    | Mannheim      | Alemanha             | Maimarkt-Gelände               |
| 2 de Agosto, 1997    | Gotemburgo    | Suécia               | Ullevi Stadium                 |
| 4 de Agosto, 1997    | Copenhaga     | Dinamarca            | Parken Stadion                 |
| 6 de Agosto, 1997    | Oslo          | Noruega              | Valle Hovin                    |
| 9 de Agosto, 1997    | Helsínquia    | Finlândia            | Olympiastadion                 |
| 11 de Agosto, 1997   | Białystok     | Polônia              | Estádio Municipal de Bialystok |
| 12 de Agosto, 1997   | Varsóvia      | Polônia              | Warsaw Horse Track             |
| 14 de Agosto, 1997   | Praga         | Chéquia              | Strahov Stadium                |
| 15 de Agosto, 1997   | Pécs          | Hungria              | Lauber Dezső Sports Hall       |
| 16 de Agosto, 1997   | Viena         | Áustria              | Neustadt Airfield              |
| 18 de Agosto, 1997   | Nuremberga    | Alemanha             | Zeppelinfeld                   |
| 20 de Agosto, 1997   | Hanôver       | Alemanha             | Messegelände                   |
| 22 de Agosto, 1997   | Londres       | Inglaterra           | Estádio de Wembley             |
| 23 de Agosto, 1997   | Londres       | Inglaterra           | Estádio de Wembley             |
| 26 de Agosto, 1997   | Belfast       | Irlanda do Norte     | Botanic Gardens                |
| 28 de Agosto, 1997   | Leeds         | Inglaterra           | Roundhay Park                  |
| 30 de Agosto, 1997   | Dublin        | República da Irlanda | Lansdowne Road                 |
| 31 de Agosto, 1997   | Dublin        | República da Irlanda | Lansdowne Road                 |
| 2 de Setembro, 1997  | Edimburgo     | Escócia              | Murrayfield Stadium            |
| 6 de Setembro, 1997  | Paris         | França               | Parc des Princes               |
| 9 de Setembro, 1997  | Madrid        | Espanha              | Estadio Vicente Calderón       |
| 11 de Setembro, 1997 | Lisboa        | Portugal             | Estádio José Alvalade          |
| 13 de Setembro, 1997 | Barcelona     | Espanha              | Estadi Olímpic Lluís Companys  |
| 15 de Setembro, 1997 | Montpellier   | França               | Espace Grammont                |
| 18 de Setembro, 1997 | Roma          | Itália               | Aereoporto Urbe                |
| 20 de Setembro, 1997 | Reggio Emilia | Itália               | Aeroporto/Festa dell'Unità     |
| 23 de Setembro, 1997 | Sarajevo      | Bósnia e Herzegovina | Koševo Stadium                 |
| 26 de Setembro, 1997 | Tessalônica   | Grécia               | Harbour Yard                   |
| 30 de Setembro, 1997 | Tel Aviv      | Israel               | Hayarkon Park                  |

### 3ª Etapa: América do Norte
| Data                 | Cidade           | País           | Local                        |
| -------------------- | ---------------- | -------------- | ---------------------------- |
| 26 de Outubro, 1997  | Toronto          | Canadá         | SkyDome                      |
| 27 de Outubro, 1997  | Toronto          | Canadá         | SkyDome                      |
| 29 de Outubro, 1997  | Mineápolis       | Estados Unidos | Hubert H. Humphrey Metrodome |
| 31 de Outubro, 1997  | Detroit          | Estados Unidos | Pontiac Silverdome           |
| 2 de Novembro, 1997  | Montreal         | Canadá         | Olympic Stadium              |
| 8 de Novembro, 1997  | St. Louis        | Estados Unidos | Trans World Dome             |
| 10 de Novembro, 1997 | Tampa            | Estados Unidos | Houlihan's Stadium           |
| 12 de Novembro, 1997 | Jacksonville     | Estados Unidos | Municipal Stadium            |
| 14 de Novembro, 1997 | Miami            | Estados Unidos | Pro Player Stadium           |
| 21 de Novembro, 1997 | Nova Orleães     | Estados Unidos | Louisiana Superdome          |
| 23 de Novembro, 1997 | San Antonio      | Estados Unidos | Alamodome                    |
| 26 de Novembro, 1997 | Atlanta          | Estados Unidos | Georgia Dome                 |
| 28 de Novembro, 1997 | Houston          | Estados Unidos | Astrodome                    |
| 30 de Novembro, 1997 | Vancouver        | Canadá         | BC Place Stadium             |
| 2 de Dezembro, 1997  | Cidade do México | México         | Foro Sol                     |
| 3 de Dezembro, 1997  | Cidade do México | México         | Foro Sol                     |
| 12 de Dezembro, 1997 | Seattle          | Estados Unidos | Kingdome                     |

### 4ª Etapa: América do Sul
| Data                  | Cidade         | País      | Local                                 | Abertura                                       |
| --------------------- | -------------- | --------- | ------------------------------------- | ---------------------------------------------- |
| 28 de Janeiro, 1998   | Rio de Janeiro | Brasil    | Autódromo Internacional Nelson Piquet | Bootnafat, Gabriel o Pensador                  |
| 30 de Janeiro, 1998   | São Paulo      | Brasil    | Estádio Morumbi                       | Bootnafat, Gabriel o Pensador                  |
| 31 de Janeiro, 1998   | São Paulo      | Brasil    | Estádio Morumbi                       | Bootnafat, Gabriel o Pensador                  |
| 5 de Fevereiro, 1998  | Buenos Aires   | Argentina | Estadio Monumental                    | Babasónicos, Illya Kuryaki and the Balderramas |
| 6 de Fevereiro, 1998  | Buenos Aires   | Argentina | Estadio Monumental                    | Babasónicos, Illya Kuryaki and the Balderramas |
| 7 de Fevereiro, 1998  | Buenos Aires   | Argentina | Estadio Monumental                    | Babasónicos, Illya Kuryaki and the Balderramas |
| 10 de Fevereiro, 1998 | Santiago       | Chile     | Estadio Nacional                      | Santa Locura                                   |

### 5ª Etapa: Oceania, Ásia e África
| Data                  | Cidade         | País          | Local                   | Abertura    |
| --------------------- | -------------- | ------------- | ----------------------- | ----------- |
| 17 de Fevereiro, 1998 | Perth          | Austrália     | Burswood Dome           | Sidewinder  |
| 21 de Fevereiro, 1998 | Melbourne      | Austrália     | Waverley Park           | Sidewinder  |
| 25 de Fevereiro, 1998 | Brisbane       | Austrália     | QSA Centre              | Sidewinder  |
| 27 de Fevereiro, 1998 | Sydney         | Austrália     | Sydney Football Stadium | Sidewinder  |
| 5 de Março, 1998      | Tóquio         | Japão         | Tokyo Dome              |             |
| 11 de Março, 1998     | Osaca          | Japão         | Osaka Dome              |             |
| 16 de Março, 1998     | Cidade do Cabo | África do Sul | Greenpoint Stadium      | Just Jinger |
| 21 de Março, 1998     | Joanesburgo    | África do Sul | Johannesburg Stadium    | Bayete      |